# 김근현
김근현(1982년 1월 26일 ~ )은 대한민국의 희극 배우이자 영화 배우이다.

## 학력
- 예원예술대학교 학사

## 출연작

### 방송
- 개그야 (MBC)
- 하땅사 (MBC)
- 웃고 또 웃고 (MBC)